# Rete di Élite della Baviera
L'espressione Rete di Élite della Baviera (in tedesco: Elitenetzwerk Bayern), abbreviato anche come ENB, indica un concetto di politica educativa del Libero Stato di Baviera per la promozione di élite di alto livello nell'istruzione superiore. È organizzata dal Ministero bavarese della Scienza e delle Arti.

## Concept
Nell'autunno 2002, il governo statale bavarese decise di istituire in linea di principio la Rete delle élite della Baviera. Un gruppo di lavoro, composto da Helmut Altner, Walter Kröll, Olaf Kübler ed Ernst-Ludwig Winnacker, ha formulato raccomandazioni al Libero Stato della Baviera sulla creazione di una Rete d'élite bavarese. Nel 2003, una commissione presieduta da Ernst-Ludwig Winnacker, allora presidente del DFG e ora segretario generale dell'ERC (Consiglio europeo della ricerca), ha iniziato il suo lavoro. Il suo compito principale è stato inizialmente quello di selezionare le migliori proposte delle università bavaresi. La commissione ha inoltre sostenuto lo sviluppo dei programmi di studio per le élite e per i collegi dottorali, nonché il concetto generale della Rete d'élite della Baviera, che è stato attuato nei due anni successivi. La Rete d'élite è ora composta da cinque programmi coordinati:
- Programma Max Weber della Baviera;
- Programma Marianne Plehn;
- Programmi per laureati d'élite;
- Programmi di dottorato internazionali;
- Gruppi di ricerca internazionali per giovani.

L'idea centrale della rete è il networking, sia tra i vari centri scientifici che al di là dei confini delle singole discipline. Anche i programmi di supporto aperti a tutti i membri della rete contribuiscono in questo senso. Questi includono, ad esempio, giornate di incontro per i nuovi membri, seminari sulle competenze trasversali, eventi a tema e cerimonie di laurea.

## Programma Max Weber della Baviera
Nell'aprile 2005, la legge sulla promozione dell'élite (BayEFG) ha sostituito la legge bavarese sulla promozione dei talenti (BayBFG). Il Programma Max Weber della Baviera, la cui attuazione è stata trasferita alla Studienstiftung des deutschen Volkes (fondazione accademica nazionale tedesca), ha sostituito le precedenti borse di studio per studenti particolarmente dotati. Oltre al sostegno finanziario (1.290 euro di assegno di studio a semestre e sostegno all'estero), il nucleo del programma consiste in opportunità di sviluppo accademico e personale (tutoraggio individuale, accademie estive, corsi di lingua, seminari sulle competenze trasversali, escursioni, collegi accademici).
Attualmente, ogni anno possono essere accettati 400 nuovi borsisti. Duecento di questi ricevono la borsa di studio su raccomandazione della scuola di appartenenza, dopo aver conseguito un eccellente livello di conoscenza della lingua bavarese (specializzato) e aver superato un esame con il rappresentante ministeriale. Altri 200 possono essere ammessi ogni anno come studenti presso le università bavaresi. Il loro percorso di finanziamento avviene attraverso seminari di selezione organizzati dalla Studienstiftung des deutschen Volkes. Nel 2011, sono stati accettati 200 studenti della coorte G8 e 200 della coorte G9. Negli anni 2012-2014 sono stati messi a disposizione 200 posti supplementari per gli studenti della classe del doppio Abitur del 2011.

## Programma Marianne Plehn
Mentre il Programma Max Weber offre sostegno durante gli studi, il Programma Marianne Plehn è rivolto ai dottorandi. Durante la borsa di studio di dottorato della Fondazione accademica nazionale tedesca, i dottorandi di particolare talento ricevono anche un posto di lavoro a tempo parziale presso un'università di loro scelta in Baviera, finanziato dalla Rete d'élite della Baviera. In questo modo i borsisti hanno accesso al sistema di sicurezza sociale statale. Il finanziamento comprende anche un ulteriore programma non materiale in collaborazione con le istituzioni scientifiche bavaresi. Il Programma Marianne Plehn ha sostituito il Programma di borse di ricerca nel 2020.
La domanda viene presentata contemporaneamente o successivamente alla richiesta di finanziamento per il dottorato da parte della Fondazione accademica nazionale tedesca.

## Programmi di studio d'élite e programmi di dottorato
La Rete d'élite della Baviera sostiene programmi di studio d'élite e collegi dottorali internazionali in tutte le discipline scientifiche presso nove università bavaresi. I progetti da finanziare vengono selezionati in un processo a più fasi a seguito di un invito a presentare proposte da parte della Rete d'élite della Baviera. I moduli d'élite sono dotati di posizioni e fondi aggiuntivi. Offrono una varietà di corsi particolarmente valida, un accesso precoce alla ricerca e una supervisione intensiva. Sono rivolti a studenti e dottorandi particolarmente motivati e di alto livello. Tutti i moduli si basano sulla cooperazione interdisciplinare tra diverse università o istituti di ricerca non universitari e mantengono contatti con l'estero. I dottorandi ricevono un finanziamento aggiuntivo sotto forma di una posizione presso la loro università. I programmi di dottorato Élite durano inizialmente cinque anni, mentre i programmi di dottorato internazionali quattro anni. In seguito a una valutazione positiva, la durata può essere prolungata dello stesso periodo.

## Gruppi di ricerca internazionali giovani
Con l'istituzione dei Gruppi di Ricerca Internazionali Giovani, la Rete Élite della Baviera offre ai ricercatori junior di tutti i Paesi prospettive di carriera presso le università bavaresi nell'ambito di una delle altre due linee di finanziamento strutturali della Rete Élite. In questo modo, queste linee di finanziamento, i programmi di laurea e i programmi di dottorato di tipo Élite, possono ampliare e/o integrare le loro rispettive offerte, mentre il gruppo di ricerca junior è in grado di integrarsi in un ambiente particolarmente attraente per lui dal punto di vista accademico.